# Numéro deux
Numéro deux is een Franse dramafilm uit 1975 onder regie van Jean-Luc Godard.

## Verhaal
Jean-Luc Godard legt zijn eigen werk uit. Naast fragmenten uit journaals en filmfragmenten van anderen toont hij ook een film, waar hij aan werkt. De film draait rond een arbeidersgezin met twee kinderen. De vrouw des huizes verveelt zich in het huishouden en op seksueel vlak.

## Rolverdeling
| Acteur               | Personage   |
| -------------------- | ----------- |
| Sandrine Battistella | Vrouw       |
| Jean-Luc Godard      | Zichzelf    |
| Pierre Oudrey        | Man         |
| Alexandre Rignault   | Grootvader  |
| Rachel Stefanopoli   | Grootmoeder |